# Елга (приток Лэпью)
Елга — река в России, протекает в Прилузском и Койгородском районах Республики Коми. Устье реки находится в 15 км по левому берегу реки Лэпью. Длина реки составляет 42 км.
Исток реки в Койгородском районе в таёжном массиве среди холмов Северных Увалов в 39 км к юго-востоку от села Объячево. Исток находится на глобальном водоразделе Волги и Северной Двины, рядом берёт начало река Язёвка. Река течёт на северо-запад, вскоре после истока перетекает в Прилузский район. Всё течение проходит по ненаселённому холмистому таёжному массиву. Впадает в Лэпью выше деревни Гыркашор. Ширина реки в нижнем течении около 11 метров, скорость течения — 0,6 м/с.

## Притоки
- река Чаща (лв)
- 4 км: река Зон (пр)
- 17 км: река Динъёль (пр)

## Данные водного реестра
По данным государственного водного реестра России и геоинформационной системы водохозяйственного районирования территории РФ, подготовленной Федеральным агентством водных ресурсов:
- Бассейновый округ — Двинско-Печорский
- Речной бассейн — Северная Двина
- Речной подбассейн — Малая Северная Двина
- Водохозяйственный участок — Юг
- Код водного объекта — 03020100212103000012242